# Партия Деака
Партия Деака (венг. Deák-párt) — название венгерской политической группы, существовавшей с 1865 (де-факто с 1867) до 1875 года, сформированной на основе Избирательной партии, возглавляемая Ференцем Деаком, автором австро-венгерского соглашения.

## История
Избирательная партия была сформирована в 1861 году венгерскими политиками, признающими Франца Иосифа I в качестве правителя, но желающими создать демократическое государство, основанное на положениях мартовской конституции при условии значительной автономии Венгрии. Основные положения конституционных Октябрьского диплома 1860 года и Февральского патента 1861 года, провозглашённых императором, не были приняты венгерскими полититическими кругами как излишне централистские. В ответ император распустил венгерский парламент и не проводил выборы нового его состава до 1865 года.
Для участия в выборах 1865 года Ференц Деак и приверженцы его идей смогли вновь организоваться. В результате прусско-австрийско-датской войны, в условиях которой Венгрия имела возможность участия на стороне противников Австрии (но воздержалась от этого), Франц Иосиф I вновь созвал венгерский парламент и начал переговоры с венгерским дворянством. Выборы 1865 года были выиграны партией Деака, установившей контроль над ходом переговоров с венгерской стороны. После серьёзного поражения Австрии в австро-прусско-итальянской войне 1866 года и создания Северогерманского союза под гегемонией Пруссии, эти переговоры привели к заключению 15 марта 1867 года Австро-венгерского соглашения, которое предоставило Венгрии полную автономию во внутренних вопросах. Партия оставалась правящей до 1875 года, когда объединилась с партией левого центра в Либеральную партию.

## Участие в парламенте
Партия Деака показывала следующие результаты на парламентских выборах, в которых приняла участие:
| Выборы | Число мест | Проценты | Парламентская роль |
| ------ | ---------- | -------- | ------------------ |
| 1865   | 180        | 57,14 %  | правящая           |
| 1869   | 235        | 55,95 %  | правящая           |
| 1872   | 245        | 57,38 %  | правящая           |